# 론 리빙스턴
로널드 조지프 "론" 리빙스턴(Ronald Joseph "Ron" Livingston, 1967년 6월 5일 ~ )은 미국의 배우이다. 드라마 밴드 오브 브라더스, 섹스 앤 더 시티, 보드워크 엠파이어에 출연했다.

## 출연 작품

### 드라마
- 밴드 오브 브라더스

### 영화
- 플래시(2023) - 헨리 앨런 역